# Kirchgasse 2 (Volkach)

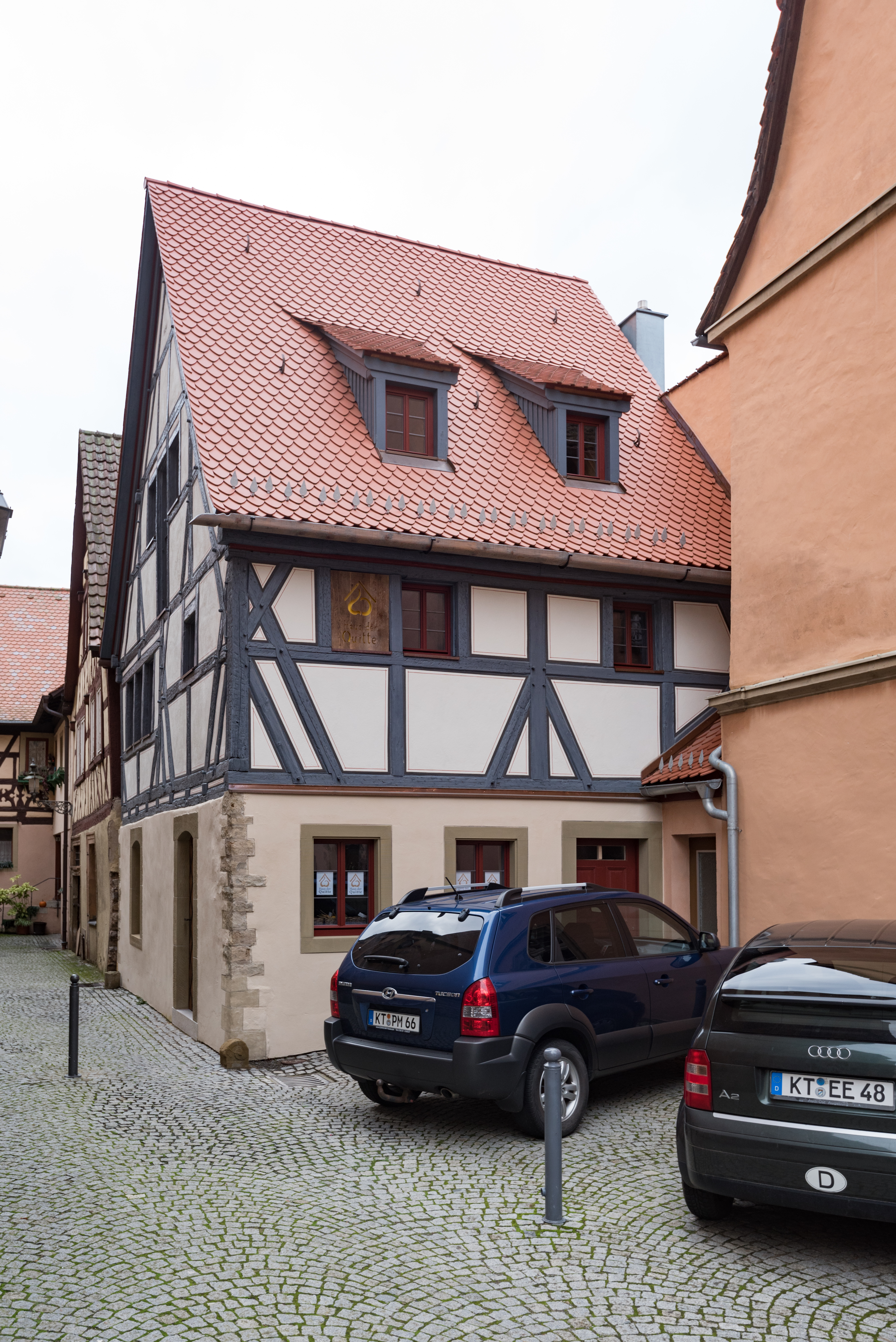
Das Haus Kirchgasse 2 in Volkach

Das Haus Kirchgasse 2 (früher Hausnummer 44) ist ein denkmalgeschütztes Bauwerk in der Altstadt des unterfränkischen Volkach. Das Haus ist eines der ältesten Gebäude in der Altstadt. Seit dem Jahr 2021 ist im Gebäude das Haus der Quitte mit einem Ausstellungsraum zur Kulturgeschichte der Gattung Cydonia untergebracht.

## Geschichte
Das Haus in der Kirchgasse 2 wurde lange Zeit vom Landesamt für Denkmalpflege ins 18. Jahrhundert datiert. Erst eine dendrochronologische Untersuchung im Jahr 2014 bewies, dass das Anwesen bereits im 15. Jahrhundert errichtet worden war. Urkundlich taucht das Grundstück erstmals 1698 auf, als im Gebäude der Büttner Valentin Melber wohnte. Dieser ist noch 1730 in dem Haus nachgewiesen. Er betrieb im Erdgeschoss sein Gewerbe und lebte mit seiner Familie im ersten Obergeschoss.
Im Jahr 1757 tauchte der Spengler Bernhard Mauer im Besitz des Hauses auf. Auf dem Grundstück, wohl im Keller, war eine Kelter untergebracht, da Mauer, wie viele Volkacher, neben seinem Hauptberuf auch als Winzer tätig war. Die Familie Mauer war bis ins 19. Jahrhundert Eigentümerin des Hauses in der Kirchgasse. Nach Bernhard Mauer gelangte 1795 sein Sohn Bartholomäus Josef Mauer in den Besitz. 1805, wohl unmittelbar nach dem Tod des Ehemanns, ist die Witwe Mauers als Eigentümerin nachweisbar.
Der letzte Handwerker, der auch seinen Betrieb im Erdgeschoss führte, war der Seiler Melchior Sorg, der zwischen 1807 und 1836 im Haus lebte. Seine Witwe Barbara Sorg verkaufte das Haus nach dem Tod ihres Mannes an die Witwe des Johann Moller, die es als Wohnhaus und Witwensitz nutzte. Zwei Jahre später ist wiederum ein Mauer, Adam Mauer, im Anwesen nachweisbar. 1848 saß Therese Moller im Haus Kirchgasse 2. Die geringe Größe des Hauses und die wachsenden Ansprüche der Volkacher Ackerbürger führten zu einem Verkauf.
Seit dem Jahr 1900 war das Haus im Besitz der Stadt Volkach, die hier zeitweise das Volkacher Eichamt betrieb. Später vermietete man die Wohnung in den Räumlichkeiten an Privatpersonen. Im Jahr 2014 verkaufte die Stadt das inzwischen baufällige Haus an das Ehepaar Pierl. In den Jahren ab 2017 wurde das Haus umfassend renoviert. In den Räumlichkeiten ist seit 2021 das „Haus der Quitte“ eingerichtet. Die Ausstellung beleuchtet die Kulturgeschichte des Quittenanbaus an der Mainschleife und kooperiert mit den kommerziellen Vermarktern von Quittenprodukten in der Region.

## Beschreibung
Das Haus Kirchgasse 2 ist heute als Baudenkmal eingeordnet. Untertägige Überreste von Vorgängerbauten werden vom Bayerischen Landesamt für Denkmalpflege als Bodendenkmal geführt. Daneben ist das Haus Teil des Ensembles Altstadt Volkach und liegt in unmittelbarer Nachbarschaft zur Stadtpfarrkirche St. Bartholomäus. Das Haus präsentiert sich als zweigeschossiger Eckbau und schließt mit einem Satteldach ab. Das Erdgeschoss ist in Massivbauweise errichtet, an der Ecke wurden Quadersteine angebracht. 
Das Obergeschoss weist Fachwerk des 15. Jahrhunderts auf. Es war bis ins 21. Jahrhundert unter einer Putzschicht verborgen und wurde im Zuge der Renovierungen um 2017 freigelegt. So sind heute Mannfiguren ebenso zu erkennen wie Kopfstreben. Im Inneren besteht im Dachstuhl noch die gotische Verblattung, die auf die Zeit der Erbauung zurückgeht. Während des Umbaus wurde auch die Fenstereinteilung des Hauses geändert. Unter anderem brachte man Dachgauben an.